# Benzimidazoline
Benzimidazoline is een heterocyclische organische verbinding met als brutoformule C7H8N2. Structureel gezien bestaat het uit een fusie van een benzeenring en een imidazolinering.

## Toepassingen
In een studie uit 2005 worden derivaten van benzimidazoline voorgedragen als organische hydriden en dus als potentiële moleculen voor opslag van waterstofgas. Onderstaand schema geeft een dergelijke omzetting weer. Het benzimidazolinederivaat (1) wordt bij kamertemperatuur in aanwezigheid van palladium(II)acetaat in acetonitril als katalysator omgezet in een intern zout (2), met vorming van waterstofgas. Het zout wordt gevormd tussen het benzoaat-anion en het imidazolium-kation, waarbij de positieve lading door resonantie wordt gestabiliseerd over 3 atomen (rood aangeduid). De omzetting werkt eveneens met palladiumpoeder in azijnzuur.